# Tepebaşı (Eskişehir)
Tepebaşı es un municipio y una gobernación de distrito en Gran Eskişehir, Turquía. Eskişehir es uno de los 30 centros metropolitanos de Turquía con más de un municipio dentro de los límites de la ciudad. En Eskişehir hay dos municipios de segundo nivel además del Gran Eskişehir (en turco: büyükşehir) municipio. El alcalde de Tepebaşı es Ahmet Ataç.

## Historia
Hasta 1993, Tepebaşı formaba parte del municipio de Eskişehir. En 1993, se estableció el municipio de Tepebaşı dentro del centro metropolitano de Eskişehir. En 2008 también se estableció el distrito de la gobernación de Tepebaşı.

## Área rural
Hay 42 pueblos y una ciudad en la zona rural de Tepebaşı.La población de Tepebaşı es 378,594 en comparación con 2021. Esta población está compuesta por 189.669 hombres y 188.925 mujeres.